# Östra Nöbbelövs socken
Östra Nöbbelövs socken i Skåne ingick i Järrestads härad, uppgick 1952 i Simrishamns stad och området  ingår sedan 1971 i Simrishamns kommun och motsvarar från 2016 Östra Nöbbelövs distrikt.
Socknens areal var 12,68 kvadratkilometer varav 12,67 land. År 2000 fanns här 501 invånare. Fiskeläget Gislövshammar, en del av tätorten Brantevik samt kyrkbyn Östra Nöbbelöv med sockenkyrkan Östra Nöbbelövs kyrka ligger i socknen.

## Administrativ historik
Socknen har medeltida ursprung. Före den 1 januari 1886 (ändring enligt beslut den 17 april 1885) var namnet Nöbbelövs socken. En del av socknen, Hyllinge, tillhörde före 1889 Luggude härad i Malmöhus län och överfördes då till samma härad och län som övriga socknen.
Vid kommunreformen 1862 övergick socknens ansvar för de kyrkliga frågorna till Nöbbelövs församling och för de borgerliga frågorna bildades Nöbbelövs landskommun. Landskommunen uppgick 1945 i Simris-Nöbbelövs landskommun som 1952 uppgick i Simrishamns stad som 1971 ombildades till Simrishamns kommun. Församlingen uppgick 2006 i Simrishamns församling.
1 januari 2016 inrättades distriktet Östra Nöbbelöv, med samma omfattning som församlingen hade 1999/2000.  
Socknen har tillhört län, fögderier, tingslag och domsagor enligt vad som beskrivs i artikeln Järrestads härad. De indelta soldaterna tillhörde Södra skånska infanteriregementet, Ingelsta kompani och Skånska dragonregementet, Borreby skvadron, Svabeholms kompani.

## Geografi
Östra Nöbbelövs socken ligger söder om Simrishamn vid Österlens sydöstra kust. Socknen är en odlad slättbygd.

## Fornlämningar
Gravar och en hällkista från stenåldern är funna. Från bronsåldern finns gravar och en hällristning. Från järnåldern finns tre gravfält och resta stenar samt har funnits en domarring.

## Namnet
Namnet skrevs 1322 Nybbbile och kommer från kyrkbyn och innehåller nybyli, 'nybygge'.